# Mito japonés de la creación de los dioses

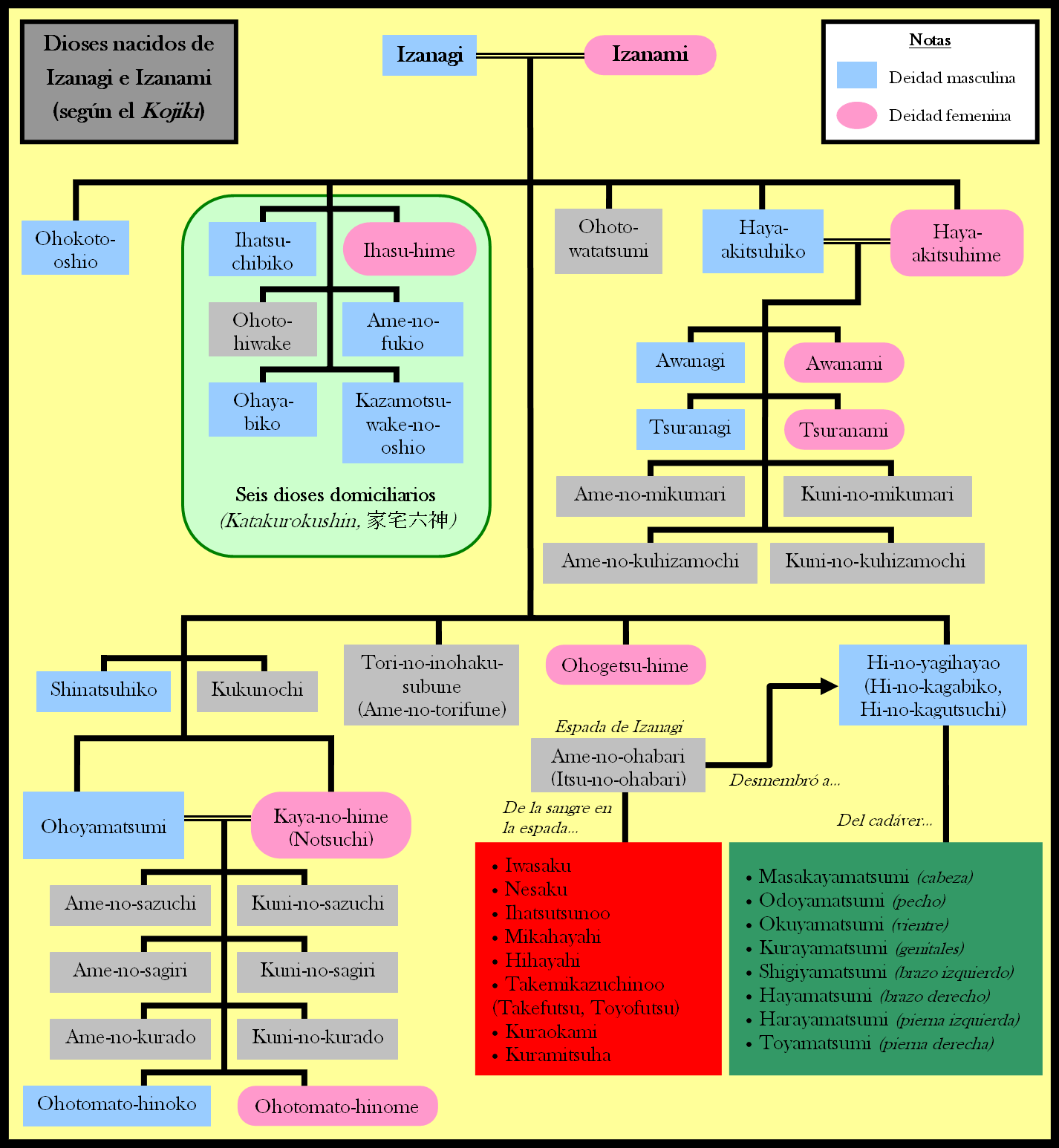
Descendencia de Izanagi e Izanami según el Kojiki

Dentro de la mitología japonesa, el episodio de la “creación de los dioses” (神産み Kamiumi?) ocurre posterior al nacimiento de las islas de Japón (mito de la creación de Japón) y se refiere al nacimiento de las deidades hijas de Izanagi e Izanami.

## El relato
Según el Kojiki, de la relación de Izanagi e Izanami nacieron diversos dioses, hasta que la deidad del fuego Kagutsuchi al momento de nacer le quemó los genitales a Izanami y la hirió de muerte. Izanagi, al ver morir a su amada esposa y preso de la rabia, tomó una espada de diez palmos y asesinó a Kagutsuchi despedazándolo. Posteriormente, Izanagi fue al país de Yomi (el mundo de los muertos) a buscar a Izanami; no obstante cuando la encontró se había convertido en un cadáver putrefacto y de sus partes surgieron otros dioses, provocando la huida de Izanagi al mundo de los vivos. Luego, Izanagi procedió a realizar el misogi (ceremonia sintoísta de purificación) y al hacerlo nacieron otra cantidad variada de dioses. En este último nacieron los tres dioses más importantes del sintoísmo: Amaterasu, diosa del sol; Tsukuyomi, deidad de la luna; y Susanoo, dios del mar; y les encargó a éstos el control del mundo.

### Nacimiento de los dioses

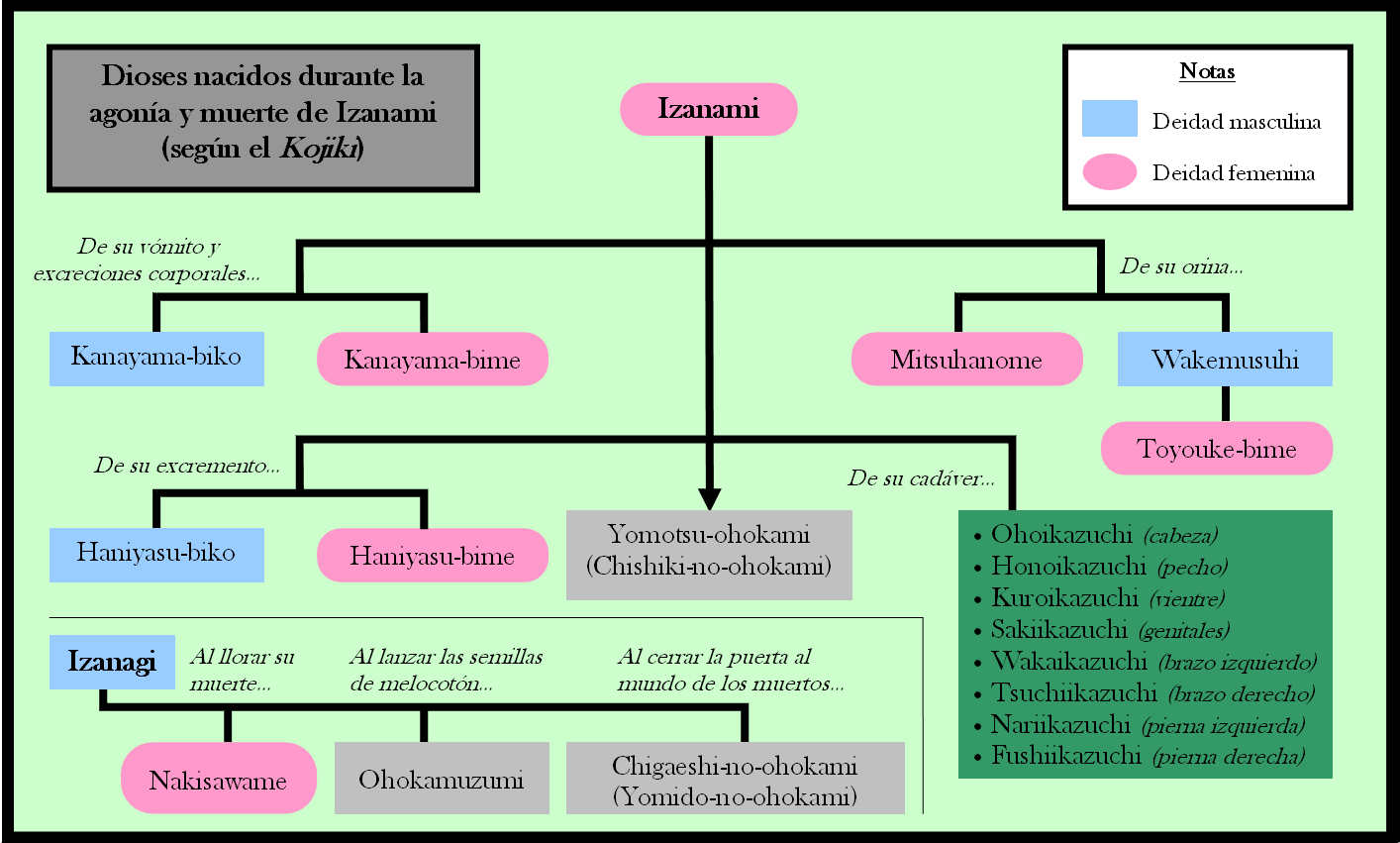
Dioses nacidos durante la agonía y muerte de Izanami.

Luego de haberse creado el País de las Ocho Grandes Islas y otras más, Izanagi e Izanami decidieron dar a luz a otros dioses, entre estos los Katakurokushin (家宅六神?), los dioses del viento, de los árboles y praderas; todos estos de manera espontánea:
1. Ohokotooshio (大事忍男神?)
2. Ihatsuchibiko (石土毘古神?)
3. Ihasuhime (石巣比売神?)
4. Ohotohiwake (大戸日別神?)
5. Ame-no-fukio (天之吹男神?)
6. Ohoyabiko (大屋毘古神?)
7. Kazamotsuwake-no-oshio (風木津別之忍男神?)
8. Ohowatatsumi (大綿津見神?)
9. Hayaakitsuhiko (速秋津日子神?)
10. Hayaakitsuhime (速秋津比売神?)
De la relación entre Hayaakitsuhiko y Hayaakitsuhime nacieron los siguientes dioses:
  1. Ahanagi (沫那藝神?)
  2. Ahanami (沫那美神?)
  3. Tsuranagi (頬那藝神?)
  4. Tsuranami (頬那美神?)
  5. Ame-no-mikumari (天之水分神?)
  6. Kuni-no-mikumari (国之水分神?)
  7. Ame-no-kuhizamochi (天之久比奢母智神?)
  8. Kuni-no-kuhizamochi (国之久比奢母智神?)
11. Shinatsuhiko (志那都比古神?)
12. Kukunochi (久久能智神?)
13. Ohoyamatsumi (大山津見神?)
14. Kaya-no-hime (鹿屋野比売神?), conocida también como Nozuchi (野椎神?)
De la relación entre Ohoyamatsumi y Kaya-no-hime nacieron los siguientes dioses:
  1. Ame-no-sazuchi (天之狭土神?)
  2. Kuni-no-sazuchi (国之狭土神?)
  3. Ame-no-sagiri (天之狭霧神?)
  4. Kuni-no-sagiri (国之狭霧神?)
  5. Ame-no-kurado (天之闇戸神?)
  6. Kuni-no-kurado (国之闇戸神?)
  7. Ohotomatohiko (大戸惑子神?)
  8. Ohotomatohime (大戸惑女神?)
15. Tori-no-ihakusubune (鳥之石楠船神?), conocido también como Ame-no-torifune (天鳥船?)
16. Ohogetsuhime (大宜都比売神?)
17. Hi-no-yagihayao (火之夜藝速男神?), conocido también como Hi-no-kagabiko (火之炫毘古神?) y Hi-no-kagutsuchi (火之迦具土神?)
Al nacer Kagustuchi, los genitales de Izanami fueron quemados y fue herida mortalmente. En su agonía, de sus vómitos, orina y heces también nacieron más dioses.
18. Kanayamabiko (金山毘古神?), nacido de los vómitos y excretas de Izanami
19. Kanayamabime (金山毘売神?), nacida de los vómitos y excretas de Izanami
20. Haniyasubiko (波邇夜須毘古神?), nacido del excremento de Izanami
21. Haniyasubime (波邇夜須毘売神?), nacida del excremento de Izanami
22. Mitsuhanome (彌都波能売神?), nacida de la orina de Izanami
23. Wakumusuhi (和久産巣日神?), nacido de la orina de Izanami
De Wakumusuhi tuvo una hija:
  1. Toyouke (豊宇気毘売神?)

### Muerte de Kagutsuchi
Luego de la agonía, Izanami murió. En ese momento Izanagi se arrastró gimiendo alrededor del cadáver y lloró su muerte, de sus lágrimas nace Nakisawame (泣沢女神?).
Posteriormente, Izanagi da sepultura a Izanami en el monte Hiba, en los confines del país de Izumo (actual ciudad de Yasugi, prefectura de Shimane). La tristeza de Izanagi se convirtió en rabia y decidió asesinar a Kagutsuchi usando una espada de diez palmos llamado Ame-no-ohabari (天之尾羽張?   también conocido como Itsu-no-ohabari).
De la sangre de Kagutsuchi surgieron los siguientes dioses:
1. Ihasaku (石折神?)
2. Nesaku (根折神?)
3. Ihatsutsunoo (石筒之男神?)
Los dioses mencionados arriba nacieron de la sangre que cayó de la punta de la espada en las rocas.
4. Mikahayahi (甕速日神?)
5. Hihayahi (樋速日神?)
6. Takemikagutsuchinoo (建御雷之男神?), conocido también como Takefutsu (建布都神?) o Toyofutsu (豊布都神?)
Los dioses mencionados arriba nacieron de la sangre que cayó de la hoja de la espada.
7. Kuraokami (闇淤加美神?)
8. Kuramitsuha (闇御津羽神?)
Los dioses mencionados arriba nacieron de la sangre que cayó del mango de la espada.

También, del cadáver de Kagutsuchi nacieron los siguientes dioses:
1. Masakayamatsumi (正鹿山津見神?), surgido de la cabeza de Kagutsuchi;
2. Odoyamatsumi (淤縢山津見神?), surgido del pecho;
3. Okuyamatsumi (奥山津見神?), surgido del abdomen;
4. Kurayamatsumi (闇山津見神?), surgido de los genitales;
5. Shigiyamatsumi (志藝山津見神?), surgido del brazo izquierdo;
6. Hayamatsumi (羽山津見神?), surgido del brazo derecho;
7. Harayamatsumi (原山津見神?), surgido del pie izquierdo;
8. Toyamatsumi (戸山津見神?), surgido del pie derecho.

### País de Yomi
Luego Izanagi decidió traer de vuelta a Izanami yendo al país de Yomi, que era el inframundo. Al cruzar las puertas de ese mundo, se encontró con Izanami y le dijo: 

Los países que tú y yo creamos aún no han sido terminados. ¡Volvamos!

Izanami le respondió:

¡Lástima que no hayas venido antes, pues ya he comido en el país de Yomi!... sin embargo, voy a consultarlo con las deidades del país de Yomi ¡De ningún modo debes mirarme!

Al decir esto, Izanami entró al palacio donde moraban esos dioses. No obstante, pasaba el tiempo e Izanami no regresaba e Izanagi comenzó a desesperarse, así rompió unas de las púas de la peineta mizura que llevaba en el moño izquierdo de su cabellera y le prendió fuego para encender el lugar y decidió adentrarse al mundo de los muertos, y logra encontrar a Izanami pero al verla se sorprende que ya no poseía su belleza y se había convertido en un cadáver putrefacto y cubierto de gusanos. De su cadáver nacieron los ocho dioses del trueno (Ryūjin), que eran los siguientes:
1. Ohoikazuchi (大雷?), surgido de la cabeza de Izanami;
2. Honoikazuchi (火雷?), surgido del pecho;
3. Kuroikazuchi (黒雷?), surgido del abdomen;
4. Sakuikazuchi (折雷?), surgido de los genitales;
5. Wakaikazuchi (若雷?), surgido del brazo izquierdo;
6. Tsuchiikazuchi (土雷?), surgido del brazo derecho;
7. Naruikazuchi (鳴雷?), surgido del pie izquierdo;
8. Fusuikazuchi (伏雷?), surgido del pie derecho.

Izanagi, horrorizado, decidió regresar a casa, pero Izanami se encontraba avergonzada por su apariencia y comanda a las Yomotsushikome (黄泉醜女?   ”Mujeres horrendas del mundo de las tinieblas”) montando una persecución a Izanagi. En su huida, él tomó una guirnalda de su cabeza y la tiró al suelo convirtiéndose en un racimo de uvas. Las Yomotsushikome comenzaron a comerlas e Izanagi huyó, pero le seguían persiguiéndole, así que rompió la peineta del moño derecho de su cabellera y la tiró al suelo convirtiéndose en brotes de bambú, provocando que las Yomotsuhikome se las comieran y así pudo huir Izanagi.
No obstante, Izanami decidió lanzar a los ocho dioses del tureno y a mil quinientos guerreros del país de Yomi para continuar con la persecución. Izanagi desenvaina su espada de diez palmos y blande con ella, para continuar con la huida. Como le seguían persiguiendo, al llegar a Yomotsu-hirasaka (黄泉比良坂?), la pendiente que desciende de la tierra de los vivos a Yomi, Izanagi tomó tres melocotones de un árbol que había crecido en aquel lugar y les golpeó con ellos y todos los que le perseguían huyeron. 
Así, Izanagi comentó:

Socorred a todas las personas cuando estén cansadas y se hallen en dificultades

Dichos melocotones recibieron el nombre de Ohokamuzumi-no-mikoto (意富加牟豆美命?)
Finalmente, Izanami fue quien montó persecución a Izanagi, pero él levantó una roca que mil hombres no podrían transportar para bloquear la pendiente y la colocó. En ese instante, ambos se cruzaron sus miradas por última vez.
Izanami dijo:

¡Si te comportas de este modo, estrangularé y haré morir en un solo día a un millar de hombres de tu tierra!

Izanagi replicó:

¡Si haces eso, levantaré en un solo día, ciertamente, mil quinientas casas de alumbramiento. Así en un solo día, ciertamente, mil hombres morirán y en un solo día, ciertamente, mil quinientos hombres nacerán!

Por estas palabras se justifica el ciclo de vida y muerte en los seres humanos. También por esta razón Izanami es llamada también como Yomotsu-ohokami (黄泉津大神?) o Chishiki-no-ohokami (道敷大神?) y a la roca que cubre la entrada al mundo de los muertos como Chikaeshi-no-ohokami (道返之大神?) o Yomido-no-ohokami (黄泉戸大神?) y que es conocido actualmente como la pendiente de Ifuya (伊賦夜坂?) en Izumo, prefectura de Shimane.

### Purificación de Izanagi

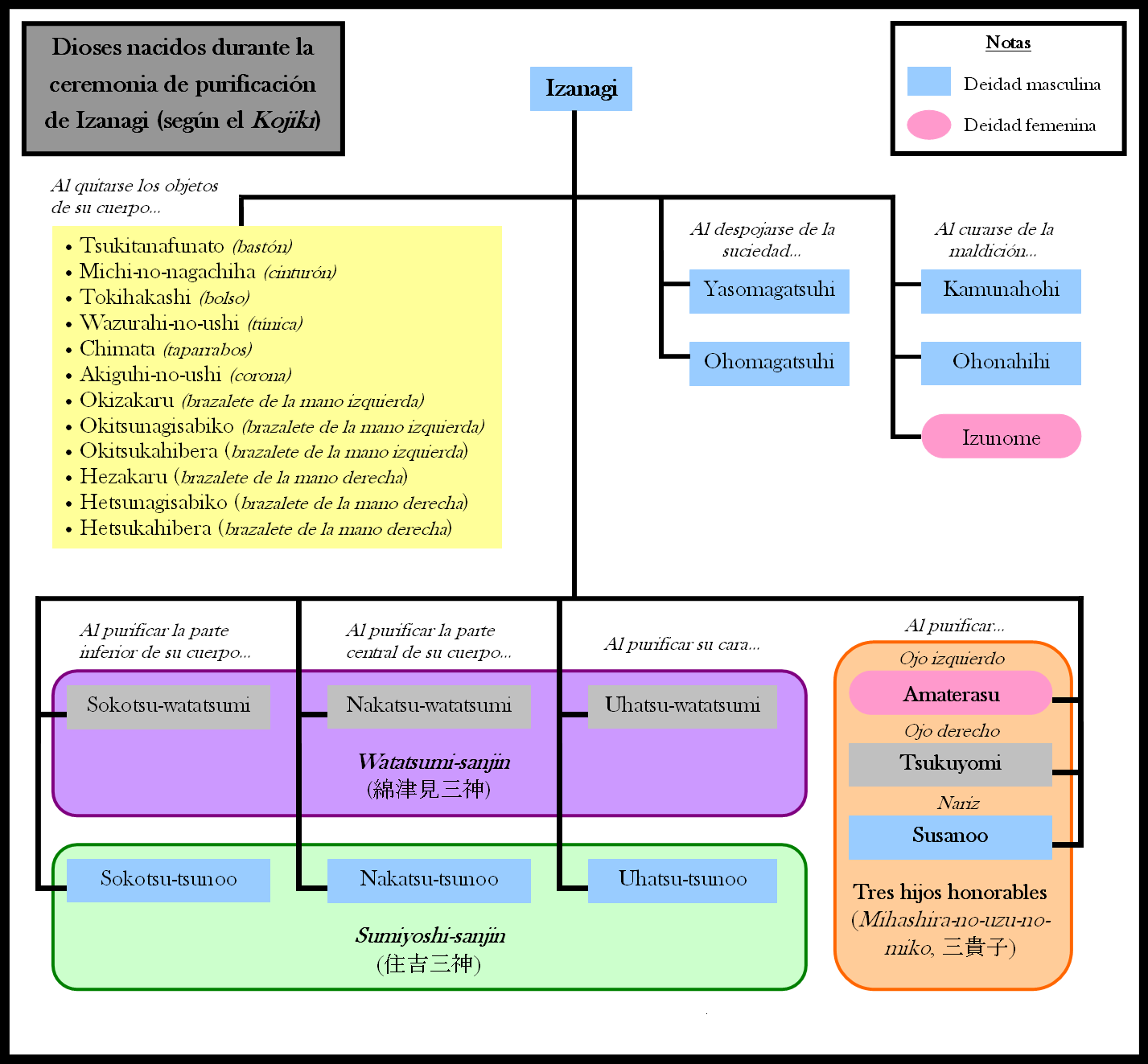
Dioses surgidos durante la purificación de Izanagi.

Al salir de Yomi, Izanagi decide eliminar todas las impurezas que hay en su cuerpo haciendo una ceremonia de purificación (misogi) que consistió en un baño en el arroyo Ahakihara en Tachibana no Ono, en el país de Tsukushi. A medida que va despojando sus ropajes y accesorios al suelo nacen las siguientes doce divinidades:
1. Tsukitatsufunato (衝立船戸神?), surgido del bastón;
2. Michi-no-nagachiha (道之長乳歯神?), surgido del obi;
3. Tokihakashi (時量師神?), surgido del bolso;
4. Wazurahinoushi (和豆良比能宇斯能神?), surgido de la ropa;
5. Michimata (道俣神?), surgido de la hakama;
6. Akiguhi-no-ushi (飽咋之宇斯能神?), surgido de la corona;
7. Okizakaru (奥疎神?), surgido del brazalete de la mano izquierda;
8. Okitsunagisabiko (奥津那芸佐毘古神?), surgido del brazalete de la mano izquierda;
9. Okitsukahibera (奥津甲斐弁羅神?), surgido del brazalete de la mano izquierda;
10. Hezakaru (辺疎神?), surgido del brazalete de la mano derecha;
11. Hetsunagisabiko (辺津那芸佐毘古神?), surgido del brazalete de la mano derecha;
12. Hetsukahibera (辺津甲斐弁羅神?), surgido del brazalete de la mano derecha.

Posteriormente, Izanagi se despoja de la impureza que recibió al estar en el país de Yomi. En este proceso nacen dos deidades:
1. Yasomagatsuhi (八十禍津日神?)
2. Ohomagatsuhi (大禍津日神?)

Luego, al despojarse de la maldición nacen tres dioses más:
1. Kamunaobi (神直毘神?)
2. Ohonaobi (大直毘神?)
3. Izunome (伊豆能売?)

Después, en el momento de lavarse con agua la parte inferior de su cuerpo nacen dos dioses:
1. Sokotsuwatatsumi (底津綿津見神?)
2. Sokotsutsunoo (底筒之男神?)

Al lavarse la parte media de su cuerpo nacen otros dos dioses:
1. Nakatsuwatatsumi (中津綿津見神?)
2. Nakatsutsunoo (中筒之男神?)

Por último, al lavarse la parte superior de su cuerpo nacen otros dos dioses:
1. Uhatsuwatatsumi (上津綿津見神?)
2. Uhatsutsunoo (上筒之男神?)

El trío conformado por Sokotsuwatatsumi, Nakatsuwatatsumi y Uhatsuwatatsumi conforman el grupo de deidades Watatsumi Sanjin, o los dioses del agua. El trío conformado por Sokotsutsunoo, 
Nakatsutsunoo y Uhatsutsunoo conforman el grupo de deidades Sumiyoshi Sanjin, dioses de la pesca y del mar, cuyo tributo se le rinde en el Sumiyoshi Taisha.
En el último paso de la ceremonia de purificación, Izanagi se lavó el ojo izquierdo y de ello nació Amaterasu Ohomikami (天照大御神?); al lavarse el ojo derecho nació Tsukuyomi-no-mikoto (月読命?); y al lavarse la nariz nació Takehayasusanoo-no-mikoto (建速須佐之男命?). Con estos tres dioses, llamados Mihashira-no-uzu-no-miko (三貴子?   ”Tres hijos ilustres”), Izanagi les ordenó su investidura. Amaterasu recibió el mandato de gobernar Takamagahara y recibió un collar de joyas llamado Mikuratanano-no-kami (御倉板挙之神?) de parte de Izanagi. Tsukuyomi recibió el mandato de gobernar el país de la noche, mientras que Takehayasusanoo recibió el mandato de gobernar los mares.